# Інформаційний працівник
Інформаційний працівник (англ. knowledge worker) — це людина, яка у своїй роботі використовує інформаційні технології, вміє шукати та обробляти інформацію, створювати інформаційні продукти. Термін «інформаційний працівник» було вперше застосовано у 2005 році, однак, він не втратив актуальності і до сьогодні, навпаки, більшість сучасних професій пов'язані із використанням масової інформації.
В сучасному суспільстві інформація, її правильна і своєчасна подача відіграє чи не ключову роль. Не дарма вислів відомого англійського банкіра Н. Ротшильда «Хто володіє інформацією, той володіє світом» став девізом сучасного інформаційного суспільства. Невід'ємною складовою такого суспільства є розвиток мережі інформаційних систем, її пошуку, обробки та використання. Відповідно, розвиток інформатизації усіх галузей людської життєдіяльності вимагає підготовки висококваліфікованих працівників, які б уміли здійснювати пошук та обробку інформації, володіли вміннями якісно її використовувати.
«Інформаційні працівники» — це загальний термін для практиків у сфері інформаційного забезпечення, що охоплює різні галузі, такі як науково-технічні бібліотеки та корпоративні інформаційні послуги.

## Розвиток інформаційної освіти
Розвиток інформаційної освіти сьогодні визначається такими факторами:
- Кардинальні зміни в інформаційних технологіях та соціально-економічній сферах;
- Розвивати систематичні уявлення про цілі та цінності майбутньої інформаційної діяльності;
- Стан і тенденції інформаційної роботи та ринків продуктів знань на регіональному, національному та міжнародному рівнях;
- Особисте позиціонування молоді інформаційної професії.

Інформаційні відносини виникають у всіх сферах життя і діяльності, висуваються нові вимоги до рівня і змісту інформаційної діяльності, необхідний розвиток інформаційних професій.

## Функції інформаційного працівника
Щоб краще зрозуміти сутність та коло діяльності інформаційного працівника, потрібно розглянути основні функції, що він виконує, а саме:
- виявлення інформаційних потреб установи та її працівників;
- формування інформаційно-довідкових ресурсів установи;
- створення проблемно-орієнтованих баз даних;
- інформаційна підтримка управлінських рішень і підготовка аналітичних, довідкових матеріалів;
- участь у рекламній та соціокультурній діяльності установи;
- здійснення інформаційної безпеки установи.

Розвиток професійної діяльності інформаційного працівника в сучасних умовах визначається поліструктурністю, посиленням інформаційно-аналітичної складової, розширенням інформаційних потреб користувачів та ефективним застосуванням інформаційних систем і мереж.

## Інформаційні послуги
Інформаці́йні по́слуги (англ. Information services)  — послуги, орієнтовані на задовільнення інформаційних потреб користувачів шляхом надання інформаційних послуг. Дії суб'єктів (власників) щодо забезпечення користувачів програмними продуктами.
Роль, кар'єра та розвиток робочої групи сучасних інформаційних спеціалістів (MIP) визнає, що традиційні інформаційні послуги залишаються в основному незмінними — пошук інформації, індексація та абстракція, обслуговування клієнтів та навчання, але вказує на нові професії, засновані на принципах. Огляд Надавати інтелектуальні послуги, створювати інтелектуальні продукти та функціонують характерні послуги: консультанти інформаційних ресурсів, адміністратори баз даних, експерти з мультимедіа, зображень та відео; видавці в Інтернеті; експерти з комунікацій, зв'язків з громадськістю та реклами; переклади; маркетологи; експерти з інформаційних технологій; інформаційний менеджер або менеджер баз даних.
Різні тлумачення поняття «інформаційний експерт» пов'язані з широким розумінням інформаційної діяльності та інформаційних сфер, а також широкої діяльності відділів економічної інформації.
Іноді до професійних ресурсів відділу інформації, а також бібліотекарів, філологів, архівістів, інформаційних аналітиків входять експерти та програмісти у сфері виробництва, обслуговування, обслуговування комп'ютерної техніки та зв'язку. Крім того, розширюється професійна сфера інформаційних експертів за рахунок представників будь-якої професії, що передбачає прийом, поширення та обробку інформації та використання комп'ютерних технологій у професійній діяльності. Очевидно, що визначення межі професійного простору інформаційних експертів характеризується суб'єктивністю тлумачення змісту їх діяльності та невизначеністю стандартів, закріплених за професійною групою.

## Інформаційні експерти
Правильний спосіб визначення меж інформаційної діяльності та відповідного визначення професійних ресурсів інформаційної діяльності — «інформаційних експертів» — це розглядати задоволення інформаційних потреб як основний метод професійної інформаційної діяльності.
Інформаційні експерти задовольняють інформаційні потреби суспільства, окремих громадян, структур та установ — це основна функція їх діяльності. Навпаки, експерти, які створюють інструменти ефективної інформаційної діяльності (програмісти, системні інтегратори, електронні продукти тощо), які безпосередньо не керують інформаційними ресурсами для задоволення інформаційних потреб суспільства, є іншим типом експертів і не підлягають класифікації.
Діяльність інформаційних експертів реалізується в процесі інформаційного забезпечення, з використанням сучасних комп'ютерів і телекомунікацій як посередника, і здійснюється в контексті широкого спектру інформаційної діяльності, потребує формування спеціальної системи навчання.